# Kleinstöbnitz
Kleinstöbnitz ist eine mit dem Ortsteil Großstöbnitz verschmolzene Ortslage der Stadt Schmölln im Landkreis Altenburger Land in Thüringen.

## Lage
Das Sackgassendorf Kleinstöbnitz befindet sich am rechten Auerand und Unterhang des Sprottetals. Es liegt nordöstlich der Stadt Schmölln nahe der Bundesstraße 7 etwas östlich von Großstöbnitz an der Bahnstrecke Schmölln-Altenburg. Der Ortsteil liegt mit seiner Gemarkung in der Zeitzer-Altenburger-Hügellandschaft am Rand der Leipziger Tieflandbucht. Auf der anderen Flussseite liegt Großstöbnitz.

## Geschichte
Kleinstöbnitz wurde erstmals 1378 urkundlich erwähnt. Einst besaß das Dorf sechs Bauernhöfe. 1641 brannten schwedische Truppen fünf Güter ab. Nach 1646 wurde das Dorf um 18 Häuser erweitert.
Kleinstöbnitz gehörte zum wettinischen Amt Altenburg, welches ab dem 16. Jahrhundert aufgrund mehrerer Teilungen im Lauf seines Bestehens unter der Hoheit folgender Ernestinischer Herzogtümer stand: Herzogtum Sachsen (1554 bis 1572), Herzogtum Sachsen-Weimar (1572 bis 1603), Herzogtum Sachsen-Altenburg (1603 bis 1672), Herzogtum Sachsen-Gotha-Altenburg (1672 bis 1826). Bei der Neuordnung der Ernestinischen Herzogtümer im Jahr 1826 kam der Ort wiederum zum Herzogtum Sachsen-Altenburg.
Nach der Verwaltungsreform im Herzogtum gehörte Kleinstöbnitz bezüglich der Verwaltung zum Ostkreis (bis 1900) bzw. zum Landratsamt Ronneburg (ab 1900). Das Dorf gehörte ab 1918 zum Freistaat Sachsen-Altenburg, der 1920 im Land Thüringen aufging. 1922 kam es zum Landkreis Altenburg. Am 1. Oktober 1922 erfolgte die Eingemeindung von Kleinstöbnitz nach Großstöbnitz. In der Folgezeit ging der Ort in Großstöbnitz auf.
Bei der zweiten Kreisreform in der DDR wurden 1952 die bestehenden Länder aufgelöst und die Landkreise neu zugeschnitten. Somit kam Kleinstöbnitz als Ortsteil von Großstöbnitz mit dem Kreis Schmölln an den Bezirk Leipzig; jener gehörte seit 1990 als Landkreis Schmölln zu Thüringen und ging bei der thüringischen Kreisreform 1994 im Landkreis Altenburger Land auf. Mit der Eingemeindung von Großstöbnitz wurde auch Kleinstöbnitz am 1. Januar 1996 ein Ortsteil von Schmölln.